# Kanton Saint-Germain-en-Laye
Kanton Saint-Germain-en-Laye is een kanton van het Franse departement Yvelines. Het kanton maakt deel uit van het arrondissement Saint-Germain-en-Laye. 

Het werd opgericht bij decreet van 21 februari 2014 met uitwerking op 22 maart 2015.

## Gemeenten
Het kanton omvatte bij zijn oprichting 7 gemeenten.
Op 1 januari 2019 werd de gemeente Fourqueux opgeheven en samengevoegd met de gemeente Saint-Germain-en-Laye. Bijgevolg omvat het kanton sindsdien volgende 6 gemeenten:
- Aigremont
- Chambourcy
- L'Étang-la-Ville
- Mareil-Marly
- Le Pecq
- Saint-Germain-en-Laye